# Організація грецьких залізниць

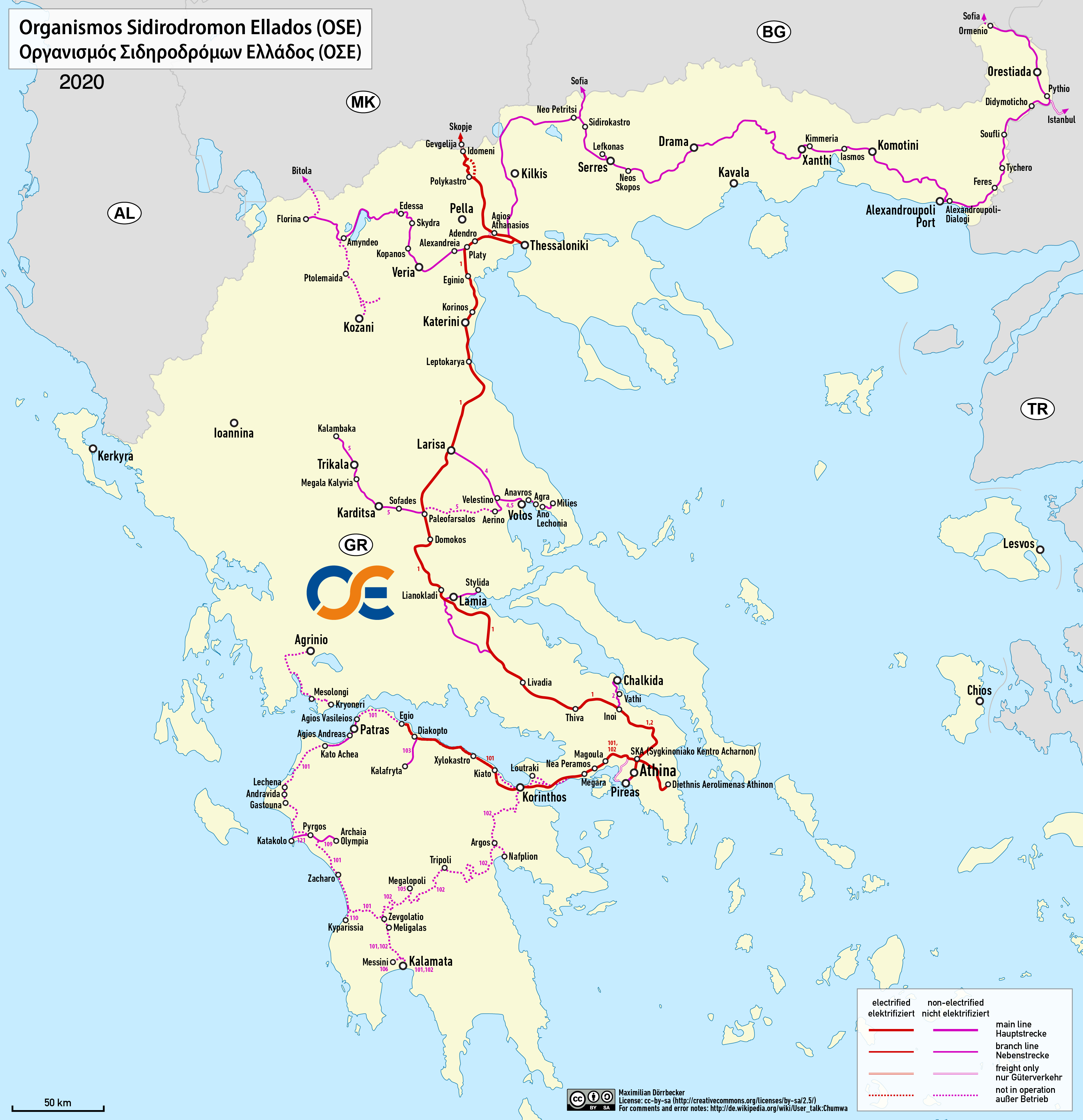
Мережа Ο.Σ.Ε.

Організація грецьких залізниць (грец. Οργανισμός Σιδηροδρόμων Ελλάδος або Ο.Σ.Ε.) — грецька національна залізнична компанія.

## Наслідки боргової кризи
2010 року борги компанії сягнули 10 мільярдів євро, збитки в 2009 році склали 950 мільйонів євро. Уряд Греції висунув пропозицію скоротити кількість працівників залізниць з 7,5 тисячі до приблизно 3,5 тисяч і продати приватним інвесторам до 49% дочірньої компанії TRAINOSE, що займається перевезеннями. Борги компанії планувалось списати, її зобов'язання перед третіми особами держава мала взяти на себе. Проєкт уряду викликав хвилю страйків працівників залізничного транспорту. Зокрема 27, 28 та 29 вересня залізничні потяги, а також залізниця ІСАП на лінії від Афін до міжнародного аеропорту «Елефтеріос Венізелос» припинили роботу з 06:00 до 09:00, з 14:00 до 17:00 та з 21:00 до 00:00 за місцевим часом. Основна вимога страйкарів — відмова уряду від планів приватизації галузі.
6 жовтня 2010 року міністр транспорту та інфраструктури Дімітріс Реппас наголосив на непохитності рішення уряду. Також він зазначив, що 2500 робітників Ο.Σ.Ε. влада планує запропонувати робочі місця в інших галузях державного сектору, проте з меншою заробітною платнею. З 2011 року борги Ο.Σ.Ε. переглянуть у бік збільшення, додавши до них також заборгованість комунальним службам тощо. Що стосується TRAINOSE, мета уряду полягає у досягненні стратегічного альянсу з приватним інвестором, який буде контролювати 49% залізничного сектору і візьме на себе його управління. На основі цього плану, TRAINOSE доведеться платити OSE за інфраструктуру, яку вона використовуватиме.

## Станції

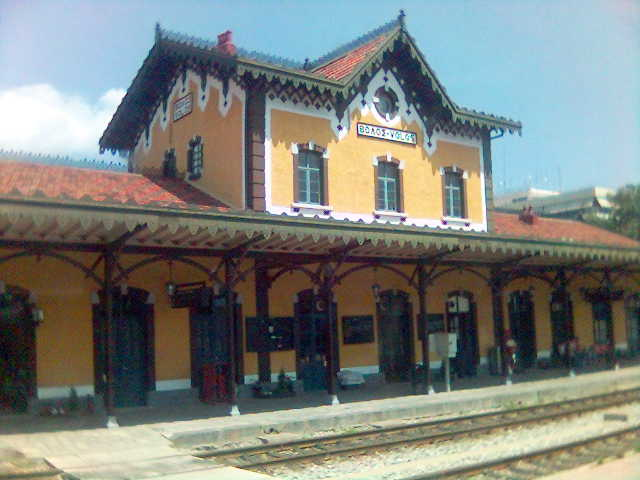
Волос
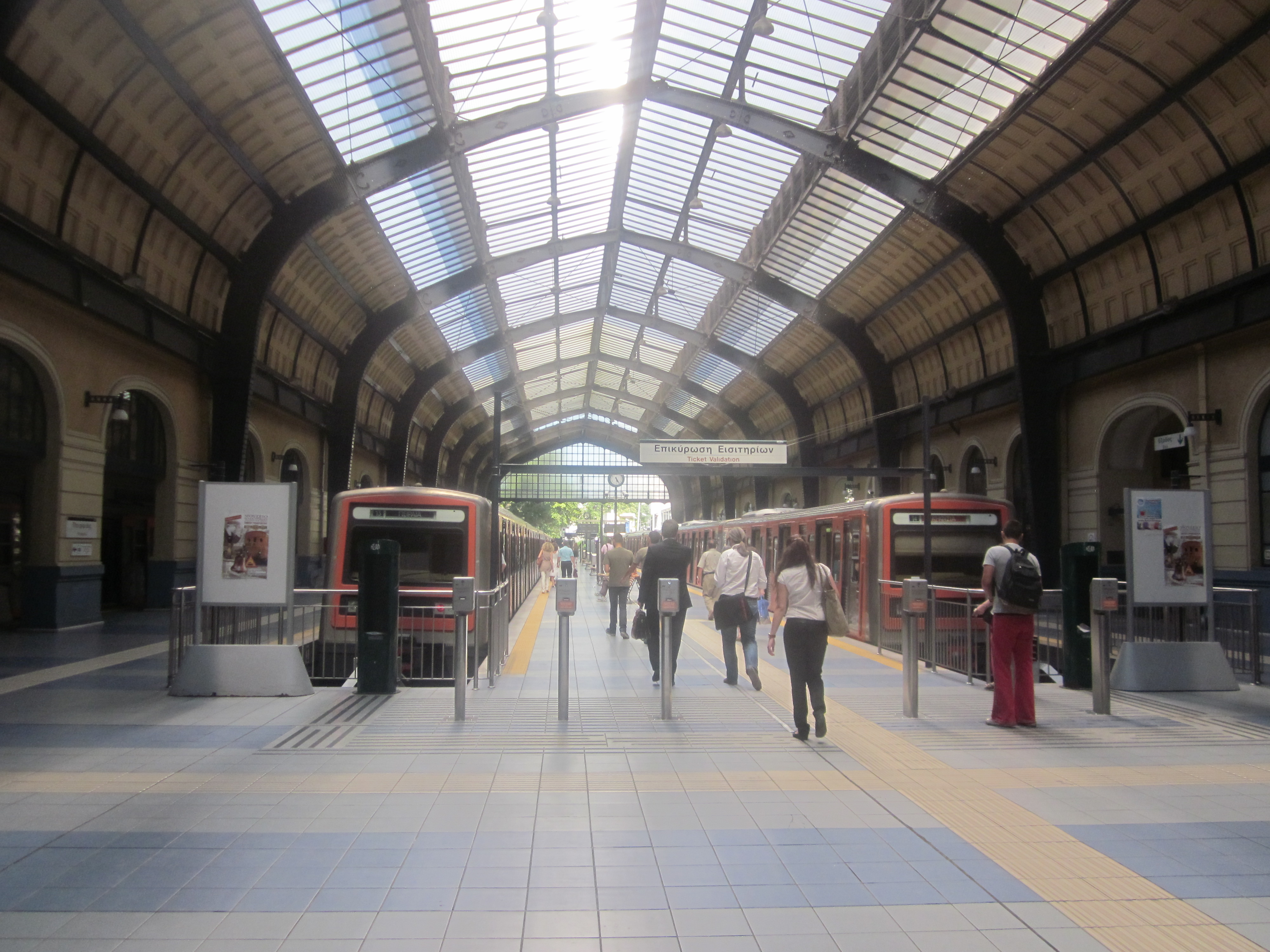
Пірей
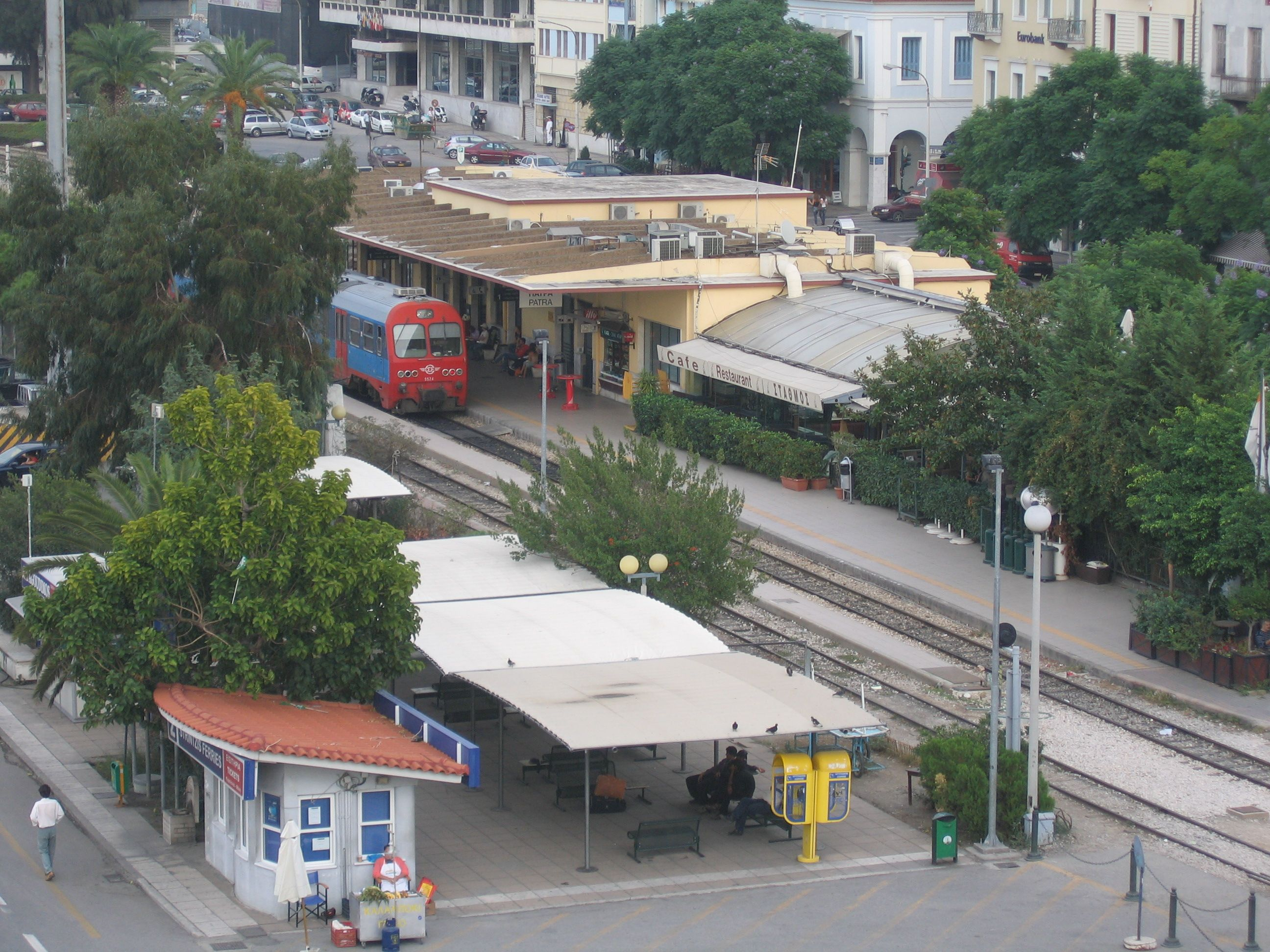
Патри
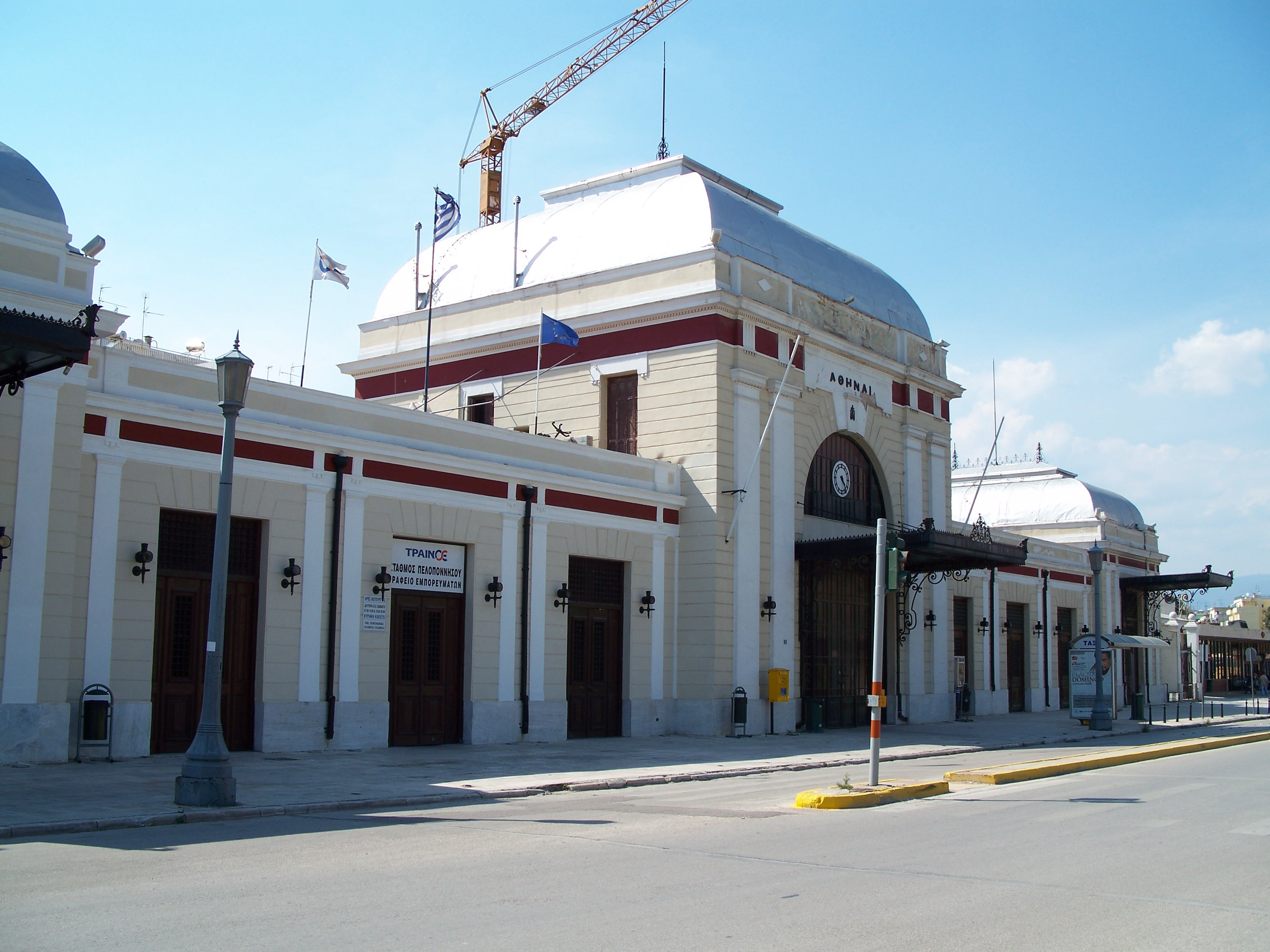
Афіни
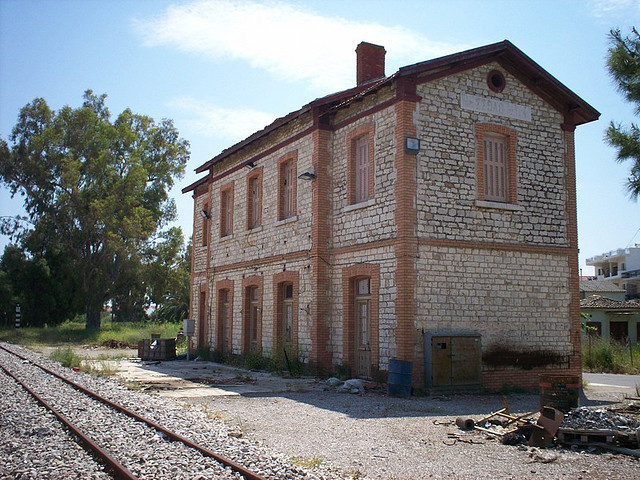
Месолонгі
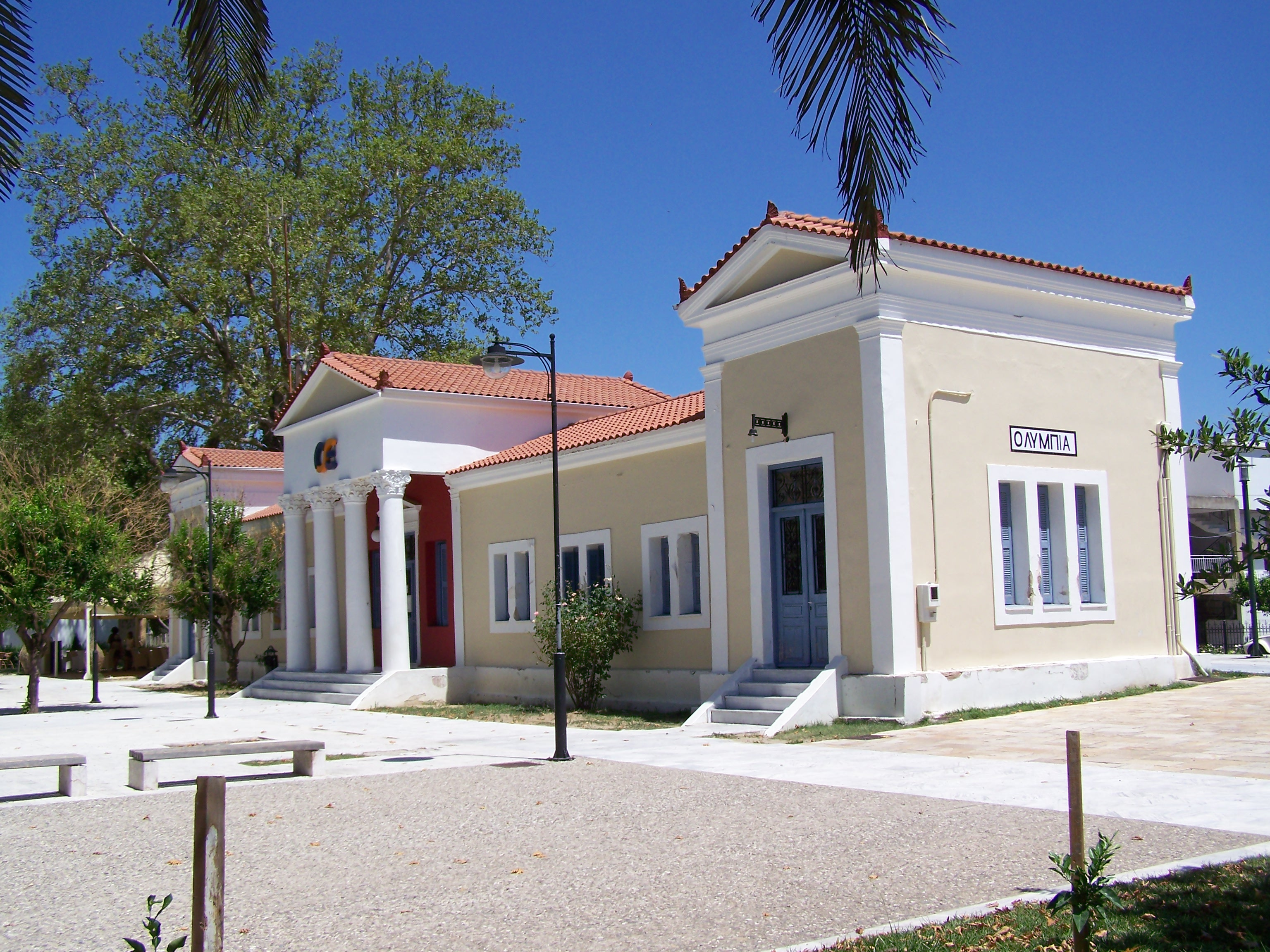
Олімпія
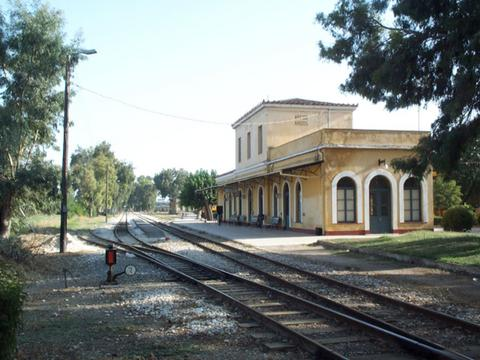
Аргос